# 여주 상교리 고려석실묘
여주 상교리 고려석실묘(驪州 上橋里 高麗石室墓)는 경기도 여주시 북내면 상교리에 있는 고려석실묘이다. 2004년 5월 17일 경기도의 기념물 제198호로 지정되었다.

## 개요
1983년 한양대학교 박물관에서 실시된 발굴조사 결과 하부구조의 석실평면은 원형이고 연도가 있으며, 상부는 네모난 방형의 2층 기단으로 된 독특한 구조를 가진 고려시대 고분임이 밝혀졌다. 지상구조는 2층의 제단 모양으로 되어 있는데, 기단 1층의 규모는 동서가 442cm, 남북이 412cm, 높이 46cm이다. 형태는 동서가 남북보다 약간 짧은 장방형이다. 기단 1층에는 모두 14매의 석재를 다듬어서 사용하여 한번에 4 - 5매의 석재를 이용하였다. 기단 2층은 동서가 322cm, 남북이 280cm, 높이가 50cm이다.
기단부의 석실은 돌을 쌓아서 평면원형의 현실과 평면 장방형의 연도를 만들었다. 평면의 모양은 열쇠구멍의 모양을 이루고 있다. 원형의 현실 바닥 직경은 평균 163cm이며, 현실벽의 높이는 167-175cm, 연도의 크기는 남북방향 약220cm이고, 넓이는 90cm이다. 방형기단은 불탑의 기단을 연상시키는데, 바로 산 아래 고달사지가 있었던 것을 생각해 볼 때 직간접으로 불교의 영향을 받은 묘제인 것으로 판단된다.
출토유물로는 청동수저, 철제촛대, 청자상감대접 등과 토기편 등이 있다. 청동상감대접에는 운문과 여의두문이 상감되어 있고 색은 회청색을 띠고 있다. 바닥에는 모래받침을 하였는데 이러한 양식은 고려말에 많이 나타나는 현상으로 고려말의 유물로 판단된다.
상교리 고려석실묘는 고려시대 고분 중 매우 특이한 구조를 갖고 있는 무덤이다. 특히 고려시대 고분에 대한 연구가 미진하고 특히 고려시대 석실묘에 대한 자료가 부족한 현재의 상황을 고려해 볼 때 이 무덤은 고려시대의 고분연구의 중요한 자료이다.

## 지정 사유
1983년 한양대학교박물관 발굴조사 결과 상방하원(上方下圓) 형태의 고려시대고분으로 매우 특이한 구조를 가지고 있어 고려시대묘제 연구에 귀중한 자료이다.

## 참고 문헌
- 여주상교리고려석실묘 - 국가유산청 국가유산포털